# Gates (Oregon)
Gates est une ville américaine située dans l'État de l'Oregon, dans le comté de Linn et le comté de Marion.

## Démographie
Au recensement de 2010, sa population était de 471 hab dont 222 ménages et 129 familles résidentes. La densité de population était de 279,8 hab/km2
La répartition ethnique était de  92,4 % d'Euro-Américains et 7,6 % d'autres races.
En 2000, le revenu moyen par habitant était de 17 065 dollars avec 17,9 % vivant sous le seuil de pauvreté.

## Source
- (en) Cet article est partiellement ou en totalité issu de l’article de Wikipédia en anglais intitulé « Gates, Oregon » (voir la liste des auteurs).